# Rossatz-Arnsdorf
Rossatz-Arnsdorf osztrák mezőváros Alsó-Ausztria Kremsvidéki járásában. 2025 januárjában 1046 lakosa volt. 

## Elhelyezkedése

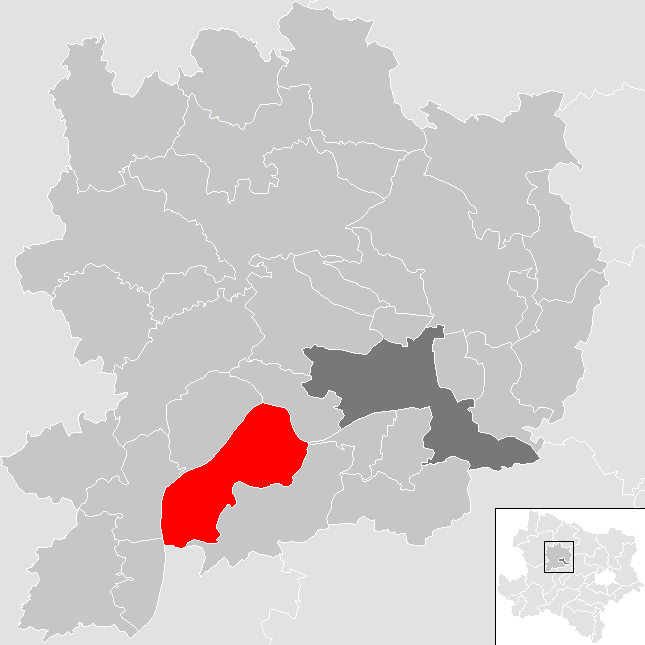
Rossatz-Arnsdorf a Kremsvidéki járásban

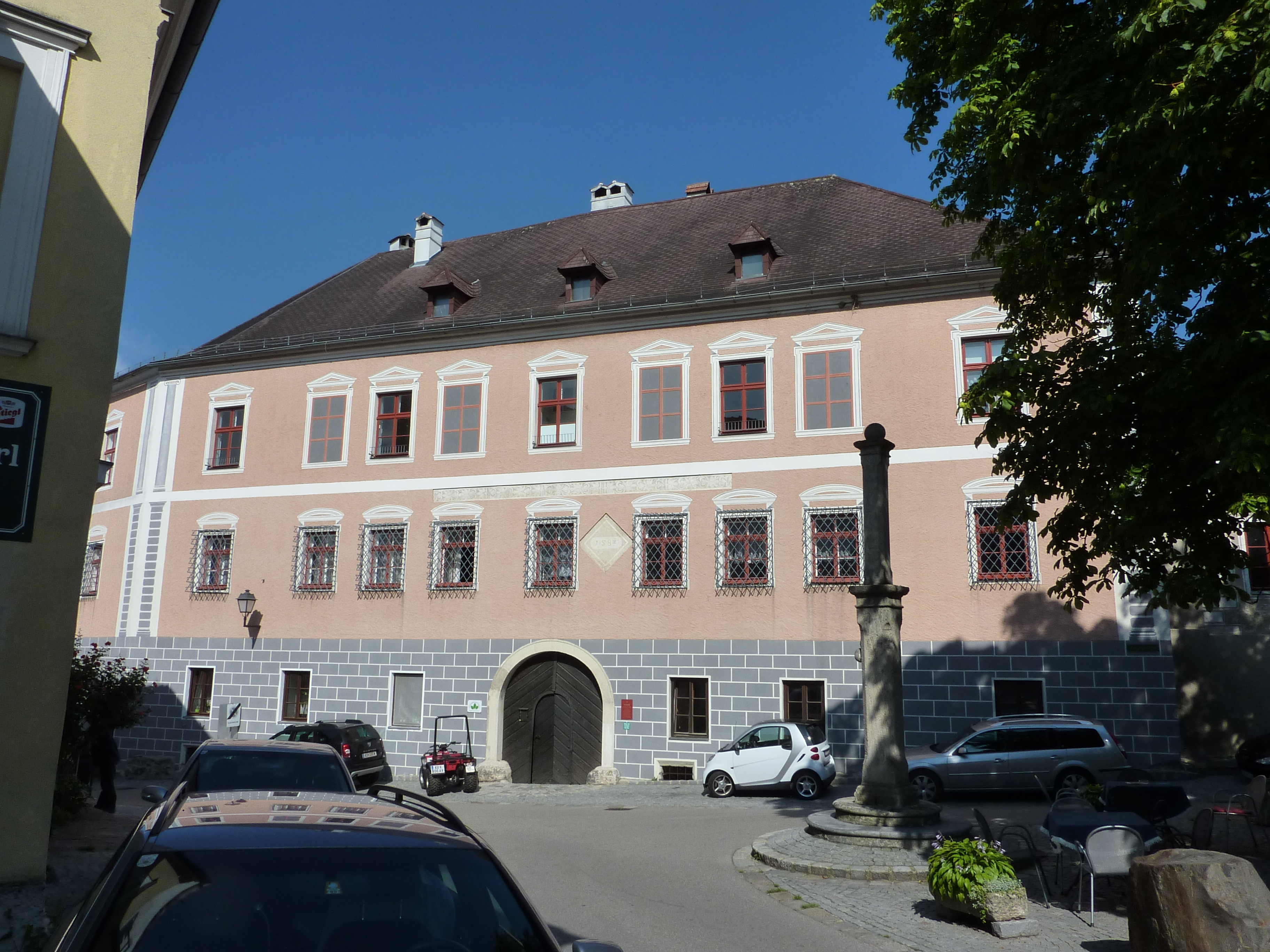
A rossatzi kastély

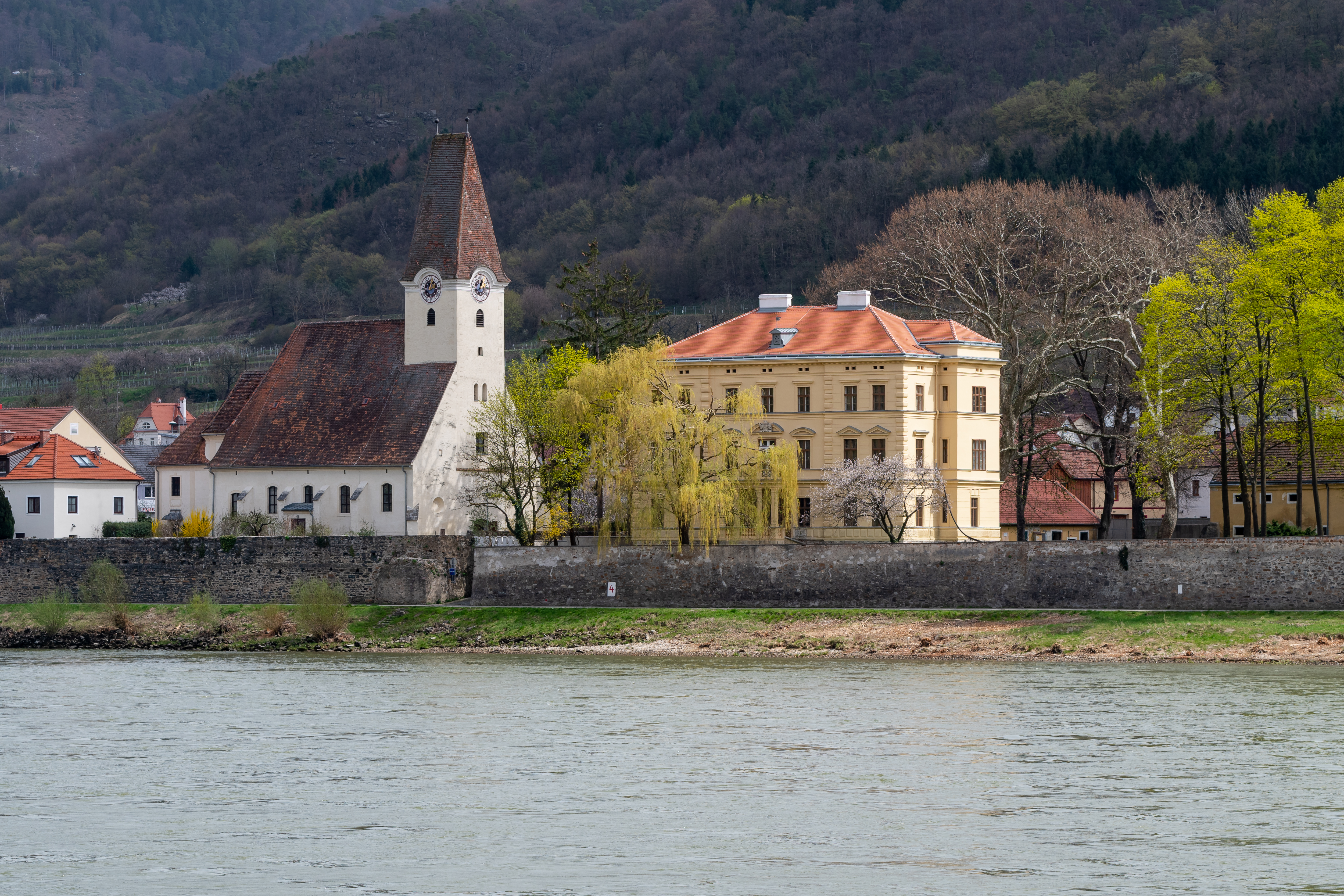
A hofarnsdorfi kastély és a Szt. Rupert-templom

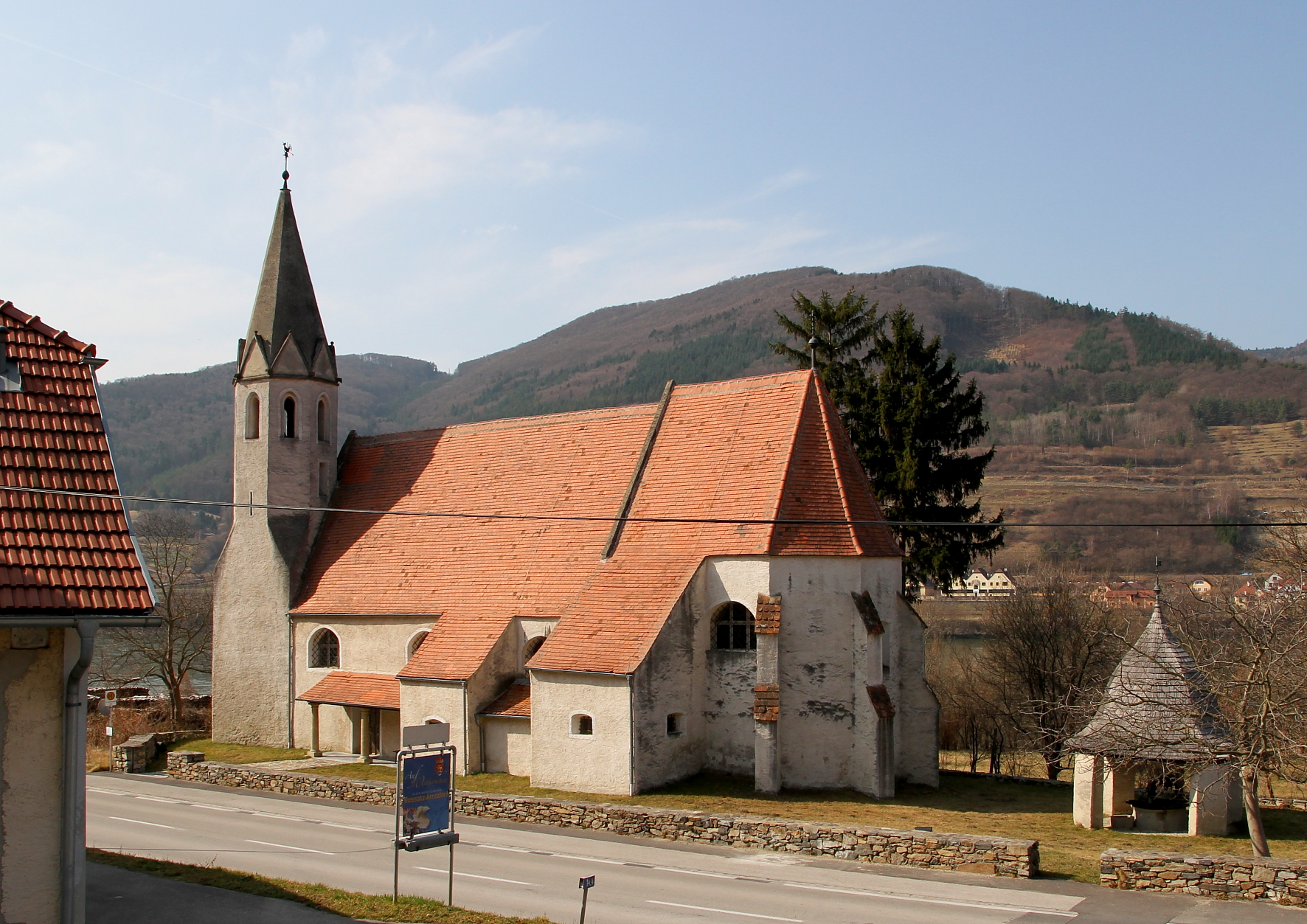
A Keresztelő Szt. János-templom

Rossatz-Arnsdorf a tartomány Mostviertel régiójában fekszik a Duna jobb partján. Területének 79,2%-a erdő, 5,9% szőlő, 5,9% áll egyéb mezőgazdasági művelés alatt. Az önkormányzat 9 települést egyesít: Bacharnsdorf (28 lakos 2025-ben), Hofarnsdorf (84), Mitterarnsdorf (155), Oberarnsdorf (167), Rossatz (366), Rossatzbach (78), Rührsdorf (146), St. Johann im Mauerthale (2) és St. Lorenz (20). 
A környező önkormányzatok: északkeletre Dürnstein, keletre Mautern an der Donau, délkeletre Bergern im Dunkelsteinerwald, délre Schönbühel-Aggsbach, délnyugatra Aggsbach, nyugatra Spitz, északnyugatra Weißenkirchen in der Wachau.

## Története
Rossatzot egy 985/91-es oklevélben említik először, ekkor a metteni bencés kolostor birtokaka volt. Később a Babenbergek szerezték meg és átadták hűbérül a dürnsteini Kuenringeknek. Utánuk a Wallsee családé lett, majd Matthäus von Spaur (1462/64-től) lett a birtokosa, aztán Kirchberger (1548-tól) és Geimann (1581-től) lovagok, majd a Lamberg (1662-től), Mollart (1755-től) és Schönborn (1768-tól) családok. Végül 1859-ben az egykori uradalmi földek a rossatzi birtok- és erdőszövetkezet tulajdonába kerültek, amely Alsó-Ausztria egyik legrégebbi és legjelentősebb mezőgazdasági közössége. Rossatz 1462-ben kapott mezővárosi jogokat.
Rossatz egyházközségét 1300 körül alapították és 1386/88-ban a göttweigi apátság alá rendelték. A reformációt követően a lakosság áttért a protestáns vallásra és az ellenreformáció idején a polgárok heves ellenállást tanúsítottak. Rossatzbachban 1599-ben protestáns templom építése kezdődött, néhány évvel később, 1611-ben pedig egy imateremmel ellátott házat építettek a protestáns prédikátor számára.
A rossatzi polgárok fő foglalkozása a kora középkortól kezdve a szőlőtermesztés volt. Számos felső- és alsó-ausztriai, valamint bajor kolostornak és plébániának voltak itt szőlői. Ezenkívül jelentős volt a dunai hajózás, a 14-19. században Rossatz hajómestereknek és családjaiknak adott otthont és a Dunán utazók egyik legfontosabb éjszakai megállóhelye volt.
Az önkormányzat mai formájában 1972-ben jött létre Mitterarnsdorf, Rossatz, Oberarnsdorf, Rührsdorf községek egyesülésével. Címerét 1984-ben kapta. 

## Lakosság
A rossatz-arnsdorfi önkormányzat területén 2025 januárjában 1046 fő élt. Lakosságszáma 1951 óta csökkenő tendenciát mutat. 2023-ban az ittlakók 91,5%-a volt osztrák állampolgár; a külföldiek közül 1,9% a régi (2004 előtti), 2,1% az új EU-tagállamokból érkezett. 0,6% a volt Jugoszlávia (Horvátország és Szlovénia kivételével) vagy Törökország; 3,9% egyéb ország polgára volt. 2001-ben a lakosok 91,1%-a római katolikusnak, 2,2% evangélikusnak, 0,5% ortodoxnak, 2,5% mohamedánnak, 2,9% pedig felekezeten kívülinek vallotta magát. Ugyanekkor egy magyar élt a mezővárosban; a legnagyobb nemzetiségi csoportot a német anyanyelvűeken (95,2%) kívül a bosnyákok alkották 2,2%-kal.  
A népesség változása:

| 2016 | 1 058 |
| 2018 | 1 065 |

## Látnivalók
- a hofarnsdorfi kastély
- a rossatzi kastély
- az arnsdorfi Szt. Rupert-plébániatemplom
- a rossatzi Szt. Jakab-plébániatemplom
- a St. Lorenz-i Szt. Lőrinc-templom
- a St. Johann im Mauerthale-i Keresztelő Szt. János-templom